# 4،1-نفثوكينون
نفتوكينون أو بدقة أكثر 1، 4-نفتوكينون، هو مركب عضوي. يشكل بلورات صفراء ثلاثية الميل، وذو وائحة مشابهة للبنزوكينون. وهو صعب الانحلال في الماء البارد، وذواب إلى حدٍ ما في أثير البترول، وهو ذواب كلياً في معظم المذيبات العضوية القطبية. يعطي لوناً بني ضارب إلى الحمرة في المحاليل القلوية. وبسبب استقرارية حلقاته العطرية، فإن لمشتقات 1، 4-نفتوكينون خصائص مقاومة للبكتريا والأورام.
يشكل النفتوكينون البنية الكيميائية المركزية للعديد من المركبات الطبيعية، وخصوصا فيتامين ك.

## ثبت المراجع
1. ↑  Merck Index, 11th Edition, 6315.